# Piotr Weremczuk
Piotr Weremczuk (ur. 31 sierpnia 1966) – polski lekkoatleta, trójskoczek, mistrz i reprezentant Polski, medalista mistrzostw Europy juniorów (1985) oraz światowych wojskowych igrzysk sportowych (1995).

## Kariera sportowa
Był zawodnikiem Nadwiślanina Kwidzyn i Zawiszy Bydgoszcz.
Na mistrzostwach Polski seniorów na otwartym stadionie zdobył pięć medali w trójskoku: złoty w 1994, srebrny w 1993 oraz brązowe w 1991, 1992 i 1995. W halowych mistrzostwach Polski seniorów wywalczył trzy srebrne medale w trójskoku: w 1986, 1992 i 1993.
Na mistrzostwach Europy juniorów w 1985 zdobył brązowy medal w trójskoku, z wynikiem 16,21. W tej samej konkurencji zdobył także brązowy medal światowych wojskowych igrzysk sportowych w 1995, wynikiem 16,30.
Rekord życiowy w trójskoku: 16,68 (5.09.1992). 